# Aurlandsdalen
Aurlandsdalen er et 40 km langt dalstrøg i Aurland kommune i Vestland fylke i Norge. Dalen er med sin dramatiske fjeldnatur et naturskønt turområde som bliver besøgt af mange bjergvandrere hvert år. Nederst i dalen går E16 gennem Lærdalstunnelen. Udbygning af Aurlandselvi og vandkraftsressourserne i dalen blev vedtaget i 1969. Udbygningen som fulgte i 1970'erne førte til mindre vandføring i elven, ændrede naturforhold, kraftige protester og en af de første store debatter om naturbeskyttelse i Norge. Fylkesvei 50 går gennem dalen fra E16 til Vassbygdi, og fra Nesbø til Geiteryggen. Mellem Vassbygdi og Nesbø går der ikke bilvej i dalen. Berdalstunnelen forbinder Aurlandsdalen med sidedalen Stonndalen.

## Beliggenhed
Aurlandsdalen ligger i indre Sogn og er omkring 40 km lang (Geiteryggen-Vassbygdi). En af landets mest kendte turiststier følger dalstrøet fra Geiteryggen lige indenfor grænsen i Hol kommune nord-vestover til Aurlandsvangen nede ved Aurlandsfjorden i Sogn. Dalen smalner af til en trang, dramatisk vestlandsdal i forening med en frodig og artsrig natur og rige kulturminder i form av gamle gårde og støler. Artsrigdommen skyldes både mineralrig jord dannet af fyllit i bjerggrunden og kulturpåvirkning gennem mange hundrede år.
Elven som løber gennem dalen hedder øverst Stemberdøla og i nedre del Aurlandselvi. Turistruten som løber gennem er kendt for sin varierede og dramatisk smukke natur. Aurland – Hol er den korteste forbindelsen mellem Vestlandet og Østlandet. Fra gammel tid har dalen derfor været en vigtig forbindelseslinje for handel og kvægdrifter gennem dalen og over de omliggende fjeldpartier.

## Adkomst
Aurlandsdalen kan nås enten fra Aurlandsvangen eller fra Vierbotn ved Geiteryggen. Man kan komme til Aurlandsvangen med hurtigbåd fra Bergen eller via E16. Tilkomst til Geiteryggen via fylkesvej 50 fra Hol i Hallingdal.
Til fods er der DNT-mærkede ruter Finse – Geiteryggen, Storestølen-Geiteryggen, Raggsteindalen (ved Strandavatnet) – Geiteryggen eller ruten Iungsdalen – Stemberdalen. En anden rute går fra Hallingskeid gennem Såtedalen, langs nordvestsiden af Omnsvatnet og videre over Bakkahelleren langs Geiteryggvatnet til Geiteryggen. efter den oprindelige skitse til Bergensbanen var den lagt omkring Geiteryggen, og hvis disse planer var blevet realiseret ville jernbanen have fulgt denne rute til Hallingskeid.

## Topografi
Nedover dalstrøget fra det åbne højfjeldslandskab ved Geiteryggen (1.232 moh.) bliver landskabet gradvis mer kuperet. I Stemberdalen, ca. 1.100 moh. (Steinbergdalen, Stemmerdalen, Stodmerrdalen) er dalstrøget vidt og åben. Elven udvider sig i brede slyng som tidligere kunne besejles med båd, men er nu opdæmmet med terskler. Fra Stemberdalen smalner dalføret med brattere bjergsider.
- 2001. Højfjeldslandskab ved Geiteryggen. Udsigt over Geiteryggvatnet vestover mod Bakkahelleren og Såtedalen.
Foto: Frode Inge Helland
- 2001. Sommerspang over Rossdøla mellem Geiteryggen og Stemberdalen. Bolhovd i Baggrunden.
Foto: Frode Inge Helland
- 2001. Sti i retning Storebotn øverst i Stemberdalen.
Foto: Frode Inge Helland
- 1960. Udsigt mod Storebotn. Riksvejen følger i dag elven på vestsiden (højre side)
Foto: Frode Inge Helland.
- 2001. Aurdalen set fra Grønestølskleivane. I Aurdalen udvider dalen sig midlertidig.
Foto: Frode Inge Helland
- 2001. Tidligere var vandføringen i elven meget højere.
Foto: Frode Inge Helland
- 1961. Vetlehelvete. Åben jettegryde nedenfor Bjødnastigen.
Foto: Frode Inge Helland
- Dalbunden under Sinjarheim er ufremkommelig. Man kan krydse elven nede ved Almen og gå over til Teigen og krydse elven igen via Bridlebrui.
Foto: Frode Inge Helland

På Østerbø (Øvstebø, Aurdalen), ca. 900 moh., udvider dalen sig igen med skovgrænsen et lille stykke op i dalsiderne. Elven udvider sig til en sø, Aurdalsvatnet, som nu er reguleret. Fra Østerbø skærer dalen sig brattere og smallere nedover. Fjeldsidene rejser sig brattere fra dalbunden. Elven har her gravet dybe slugter og vender her mod syd for at vende nordover igen ved Heimrebø, før den genindtager sin oprindelige retning nordvestover. Herfra følger elven en dybt udgravet kløft hvor dalbunden er ufremkommelig. Ved den fraflyttede plads Almen er dalen delvis farbar langs elven. Dalstrøget udvider sig herfra gradvis til det møder Midjedalen i Vassbygdi. Herfra er dalbunden relativt flad og fjeldsiderne bratte ned til Aurlandsvangen, men afskåret af Vassbygdvatnet.